# Hugo Vojta
Hugo Vojta (11. dubna 1885, Tábor – 28. září 1941, Praha) byl český generál, spoluzakladatel a první zemský velitel Obrany národa. Byl též vojenským velitelem Sokola.

## Život

### Do vyhlášení protektorátu
Hugo Vojta, v době první světové války legionář-důstojník československých legií v Rusku se po návratu do ČSR (1920) stal vojákem z povolání; přes různé velitelské funkce se stal velitelem dělostřelecké brigády a od 1925 velitelem zemského dělostřelectva v Košicích a v Bratislavě. V noci z 9. na 10. března 1939 vojáci spolu s četníky obsadili všechny strategické objekty, odzbrojili polovojenské oddíly Hlinkovy gardy a zajistili většinu slovenských politických činitelů. Celou akci řídil generál Hugo Vojta jako zastupující zemský vojenský velitel v Bratislavě.

### Za protektorátu (do nástupu Reinharda Heydricha)
Ihned od počátku Protektorátu Čechy a Morava v březnu 1939 se generál Vojta zapojil do odboje – byl členem Rady starších (kterou dále tvořili generál Alois Eliáš, Josef Bílý a Sergej Vojcechovský), jež dala podnět k vytvoření vojenské odbojové organizace Obrana národa. Po 30. červnu 1939 se hlavním velitelem stal generál Josef Bílý, podléhal mu zemský velitel v Čechách generál Vojta a zemský velitel na Moravě generál Bohuslav Všetička. Při jednom z mnoha úderů německým gestapem proti ON byl roku 1940 zatčen  a vězněn v Malé pevnosti v Terezíně.

### Za protektorátu (po nástupu Reinharda Heydricha)
Při nástupu do své funkce říšský protektor Reinhard Heydrich – aby zlomil odpor českých vlastenců, vydal hned prvého dne svého úřadování „Nařízení říšského protektora v Čechách a na Moravě o vyhlášení civilního výjimečného stavu ze dne 27. září 1941“, podle jehož § 2 lze se v případech souvisejících s veřejnou bezpečností a veřejným pořádkem odchýliti od platného práva. Vyhláška:Vyhlašuji na ochranu zájmů říše s účinností od 28. září 1941 dvanácti hodin až na další na území protektorátu Čechy a Morava civilní stav výjimečný.
Ve zprávě nadřízeným mj. Heydrich napsal: “…za prvé: Pro přípravu velezrady odsoudil stanný soud v Praze armádního generála Josefa Bílého a divizního generála Hugo Vojtu, oba mimo službu, k trestu smrti…“ Trest smrti byl vzápětí vykonán 28. září 1941. 

## Pamětní deska

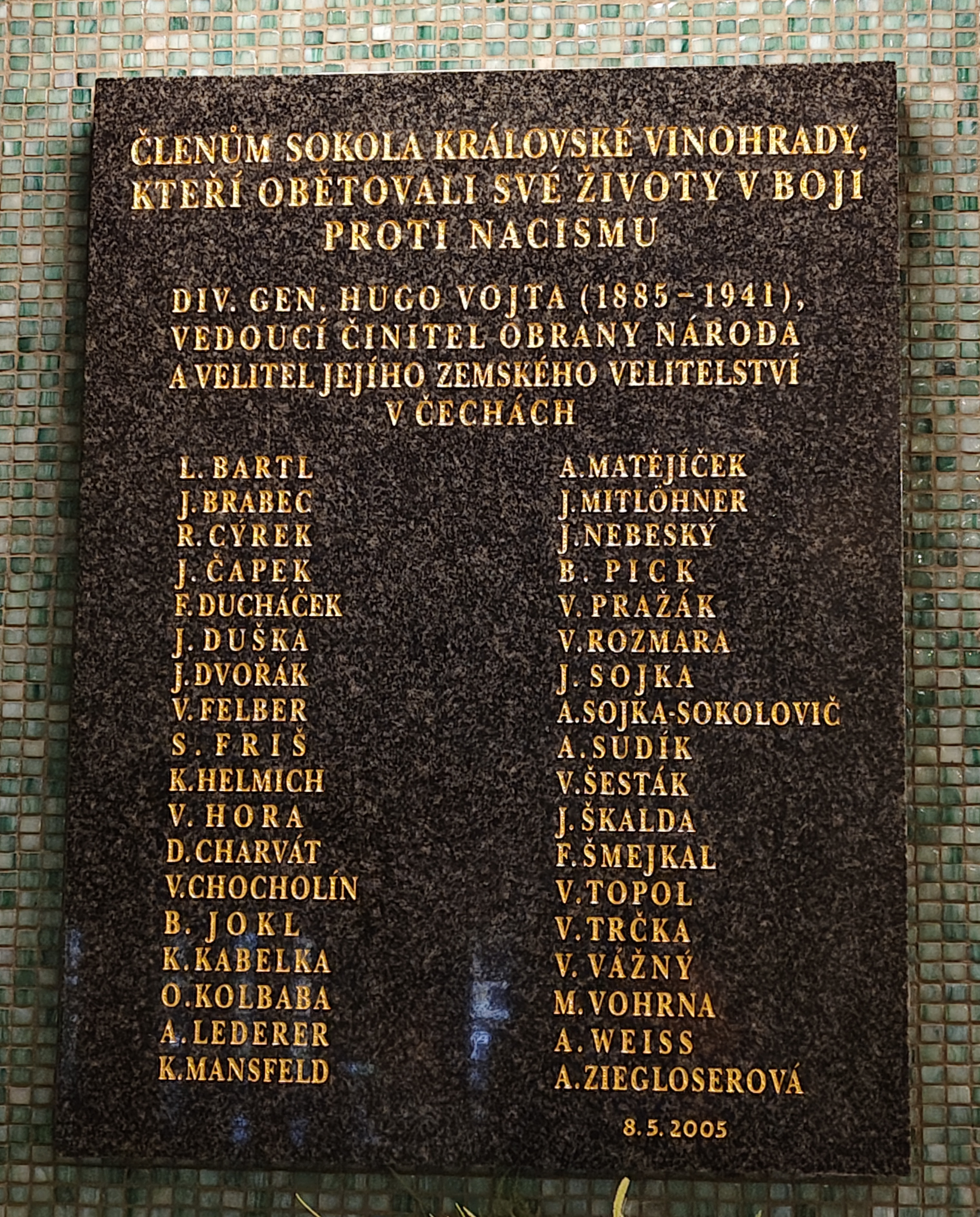
Pamětní deska ve vstupní hale
Sokola Královské Vinohrady

Divizní generál Hugo Vojta má pamětní desku ve vstupní hale sokolovny Sokola Královské Vinohrady v Riegrových sadech (Praha 2, Polská 1533/1, Vinohrady). Na "Pamětní desce Obětem 2. světové války" je nápis:
ČLENŮM SOKOLA KRÁLOVSKÉ VINOHRADY,
KTEŘÍ OBĚTOVALI SVÉ ŽIVOTY V BOJI
PROTI NACISMU

DIV. GEN. HUGO VOJTA (1885 – 1941),
VEDOUCÍ ČINITEL OBRANY NÁRODA
A VELITEL JEJÍHO ZEMSKÉHO VELITELSTVÍ
V ČECHÁCH

L. BARTL, J. BRABEC, R. CÝREK,
 J. ČAPEK, F. DUCHÁČEK, J. DUŠKA,
 J. DVOŘÁK, V. FELBER, S. FRIŠ,
 K. HELMICH, V. HORA, D. CHARVÁT,
 V. CHOCHOLÍN, B. JOKL, K. KABELKA,
 O. KOLBABA, A. LEDERER, K. MANSFELD,
 A. MATĚJÍČEK, J. MITLÖHNER, J. NEBESKÝ,
 B. PICK, V. PRAŽÁK, V. ROZMARA,
 J. SOJKA, A. SOJKA-SOKOLOVIČ, A. SUDÍK,
 V. ŠESTÁK, J. ŠKALDA, F. ŠMEJKAL,
 V. TOPOL, V. TRČKA, V. VÁŽNÝ,
 M. VOHRNA, A. WEISS, A. ZIEGLOSEROVÁ

8.5.2005
text na pamětní desce

## Vyznamenání
| Řád sv. Stanislava, II. třídy s meči    | Řád sv. Stanislava, II. třídy s meči    |
| Řád sokola, skupina vojenská s meči     | Řád sokola, skupina vojenská s meči     |
| Československý válečný kříž 1914–1918   | Československý válečný kříž 1914–1918   |
| Československá revoluční medaile        | Československá revoluční medaile        |
| Vojenský kříž                           | Vojenský kříž                           |
| Medaile vítězství                       | Československá medaile Vítězství        |
| Válečný záslužný kříž                   | Válečný záslužný kříž                   |
| Řád čestné legie, IV. třídy – důstojník | Řád čestné legie, IV. třídy – důstojník |